# Ligia Guerrero de Martinez
Ligia Mercedes Elena Guerrero Vallejo fue una mujer ecuatoriana pionera en la reivindicación de los derechos femeninos, en una época en que muchas mujeres debieron conformarse con el destino de un papel supeditado y dependiente. Ella encarna la figura de una persona adelantada a su tiempo, que desempeñó con lucimiento las funciones que le fueron asignadas por respaldo popular e hizo camino, a veces doloroso y mal entendido, sin perder de vista un elevado objetivo, cual fue, la demostración que las mujeres podían llegar a sitiales destacados, cuando se les brinda oportunidades para extender su accionar más allá de los espacios del hogar y la familia.

## Biografía
Ligia Guerrero de Martínez nació en Alausí (cantón) Provincia de Chimborazo, Ecuador, el 28 de mayo de 1925 y fue inscrita en Riobamba el 5 de junio del mismo año. Sus padres fueron Florencio Guerrero Molina  y Carmela Vallejo Ordoñez. Realizó sus estudios primarios en el colegio San Francisco de Sales en Alausí, y los secundarios, en Quito, en el Colegio Sagrados Corazones de Rumipamba, donde se destacó por ser una alumna dedicada y brillante.  Inició sus labores de servicio a la comunidad desde adolescente, cuando fundó en Quito el Centro Obrero "Argentina" (1947) en cuya sede, bajo el auspicio de los agregados culturales de la Embajada Argentina de aquel entonces (Dr. Federico Trabucco y Carlos Quinto Monza), se impartían clases de matemática básica, contabilidad, artes y oficios y se invitaba a connotados juristas e intelectuales de la talla del Dr. Guillermo Bossano Valdivieso para dictar conferencias sobre temas de actualidad. Fue profesora de los Centros Obreros Isabel la Católica.

## Beca
Precisamente, a través de una beca gestionada por las Damas Protectoras del Obrero viajó a Estados Unidos a concluir sus estudios secundarios, en el Mary Manse College, en Toledo (Ohio).  Posteriormente y en reconocimiento a la trascendencia de su participación en beneficio de sectores marginales y con enfoque de género, fue Delegada al Primer Congreso de Mujeres en Guatemala en el año 1951 (Primer Congreso Interamericano de Mujeres) en el que se analizaron y discutieron asuntos relacionados con la participación femenina en la sociedad, con especial énfasis en el -voto de las mujeres-, conquista lograda por líderes femeninas en Latinoamérica. 

## Consulado
Fue designada el 26 de mayo de 1967 para desempeñar el cargo de Vicecónsul del Ecuador  en Houston, Texas, Estados Unidos de América, mediante Acuerdo Ministerial N° 268 de 26 de mayo de 1967, suscrito por el eximio escritor, poeta y diplomático ecuatoriano Jorge Carrera Andrade, en su calidad de Ministro de Relaciones Exteriores. En el año 1968, fue invitada al Primer Congreso de la Mujer Ecuatoriana, organizado por la UNME (Unión Nacional de Mujeres del Ecuador) en el que se trataron diversos temas cívicos, políticos, el trabajo voluntario y femenino, la reforma educativa en función de la educación de la mujer, defensa de los derechos de la mujer, etc,. Participó como  candidata en varias ocasiones a la diputación alterna por la Provincia de Chimborazo junto a personajes como Ruperto Alarcón Falconí y Pericles Gallegos Vallejo. Desempeñó las funciones de Concejal del Cantón Alausí en el período comprendido desde septiembre del año 1978 al 31 de enero del año 1983. Fue la primera Presidenta de Concejo, cargo ahora equivalente a Alcaldesa, desde el 1 de febrero de 1981 hasta el 7 de octubre de 1983, fecha en la que renunció a dichas funciones para postularse a la prefectura Chimborazo, Provincia de Chimborazo. 

## Fallecimiento
Murió en Quito, Ecuador el 25 de diciembre de 2007.

## Actividades políticas

### Primer Congreso Interamericano de Mujeres
Este encuentro ocurrió del 21 al 27 de agosto de 1947 en la ciudad de Guatemala. Las asistentes no fueron representantes oficiales de sus países sino más bien delegados de grupos de la región. Ligia Guerrero fue la representante por Ecuador

## Otras dignidades ejercidas
- Presidenta del Directorio de la Empresa Eléctrica de Alausi
- Presidenta del Centro Agrícola Cantonal de Alausí
- Presidenta del Comité de Damas de la Cruz Roja
- Vicepresidenta del Concejo Cantonal de Alausí (1978)
- Presidenta del Ilustre Concejo Cantonal de Alausí (1981)
- Reelecta Presidenta del Ilustre Concejo Cantonal de Alausí(1983)
- Candidata a la Prefectura de Chimborazo (1984)

## Obras artísticas

Floral
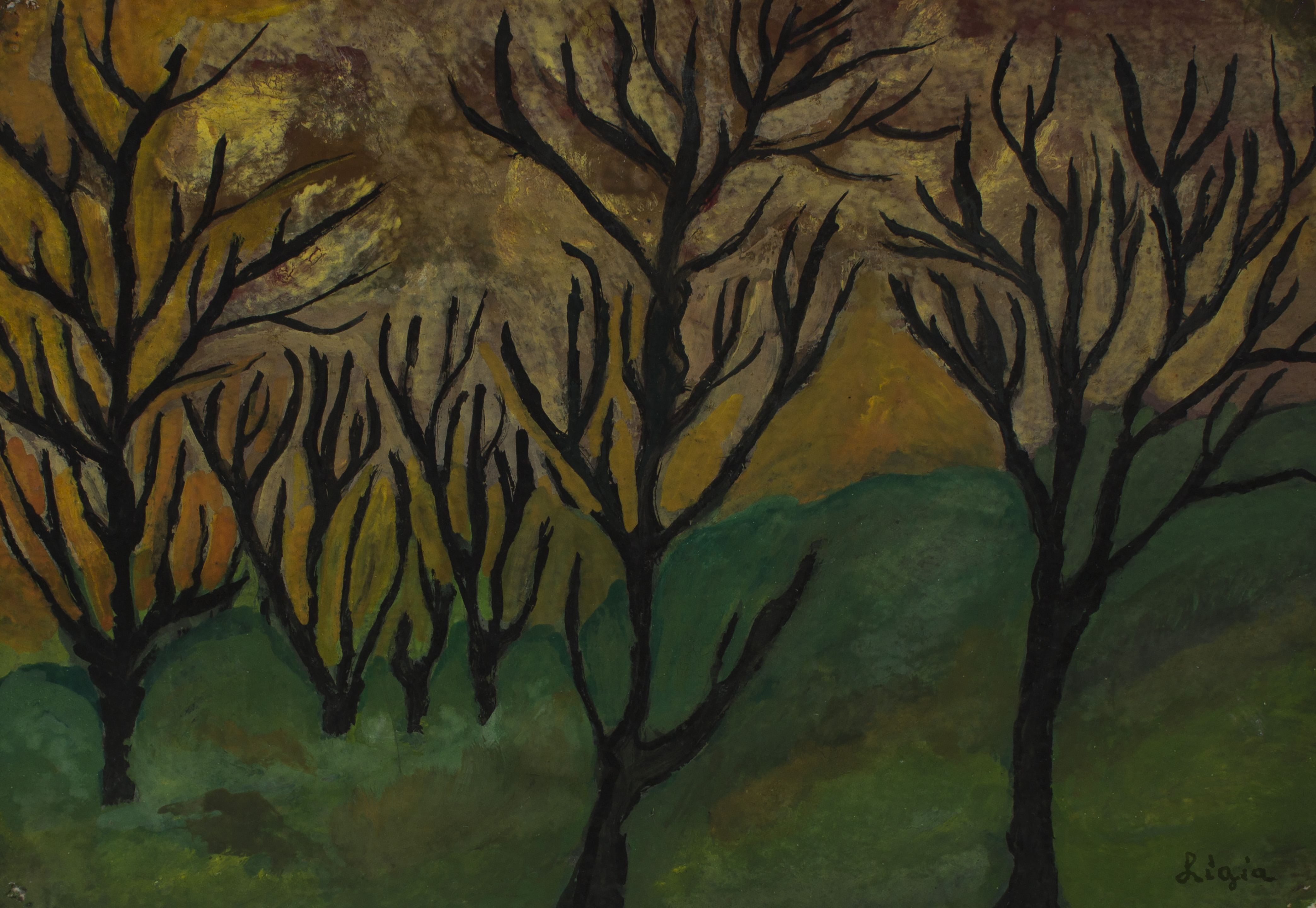
Crepúsculo Andino
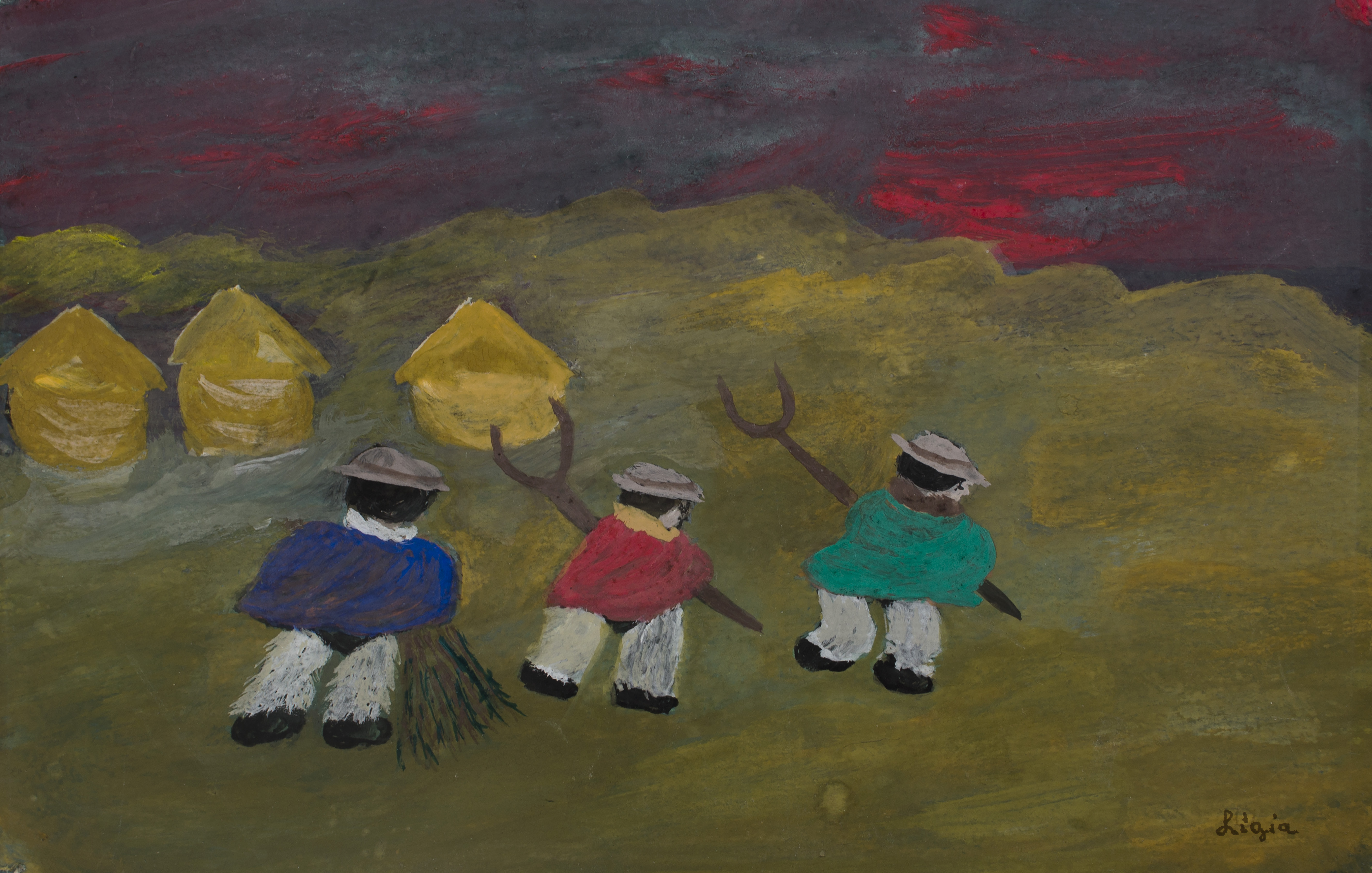
Jornaleros
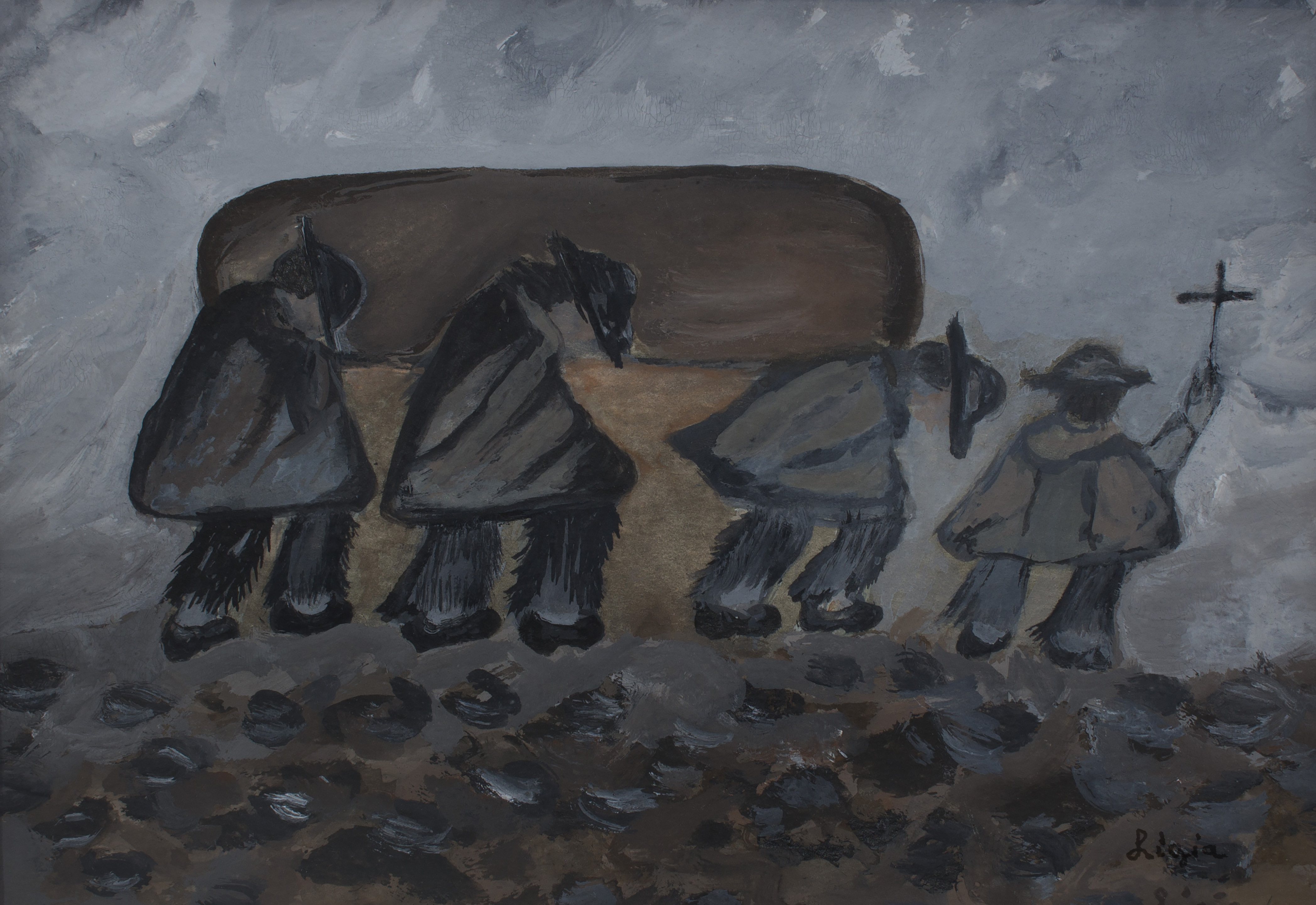
Duelo
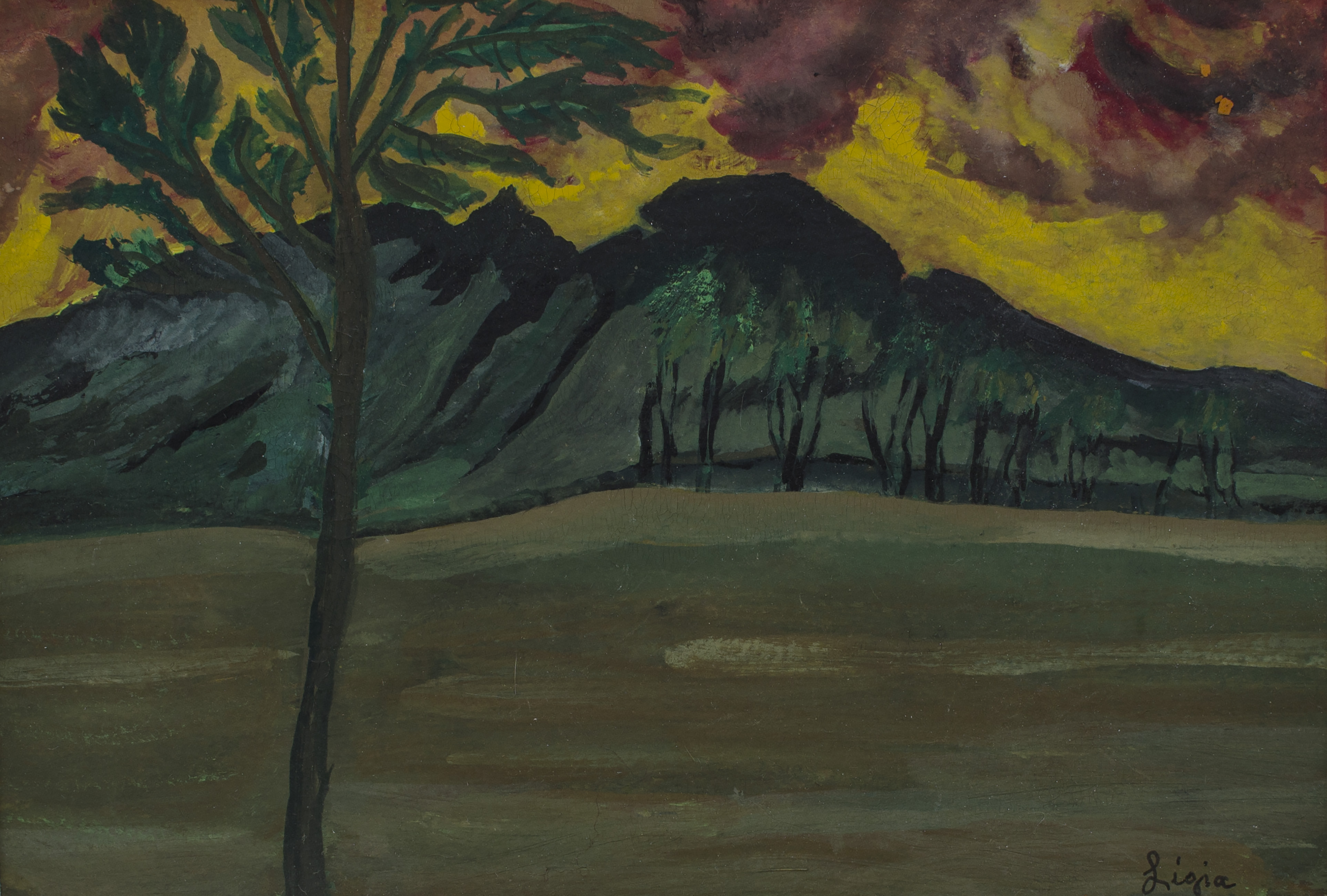
Crepúsculo Andino 2
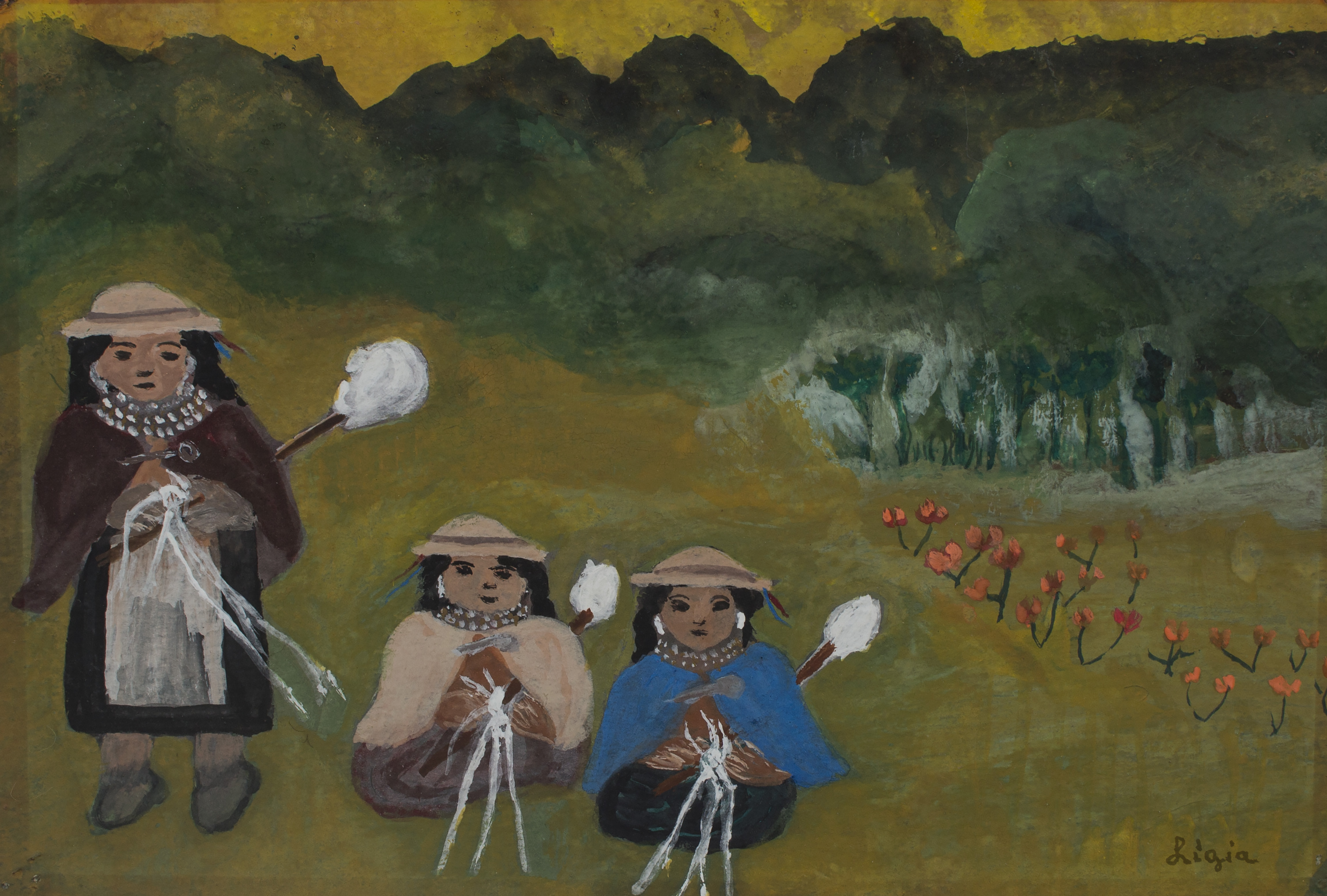
Hilanderas
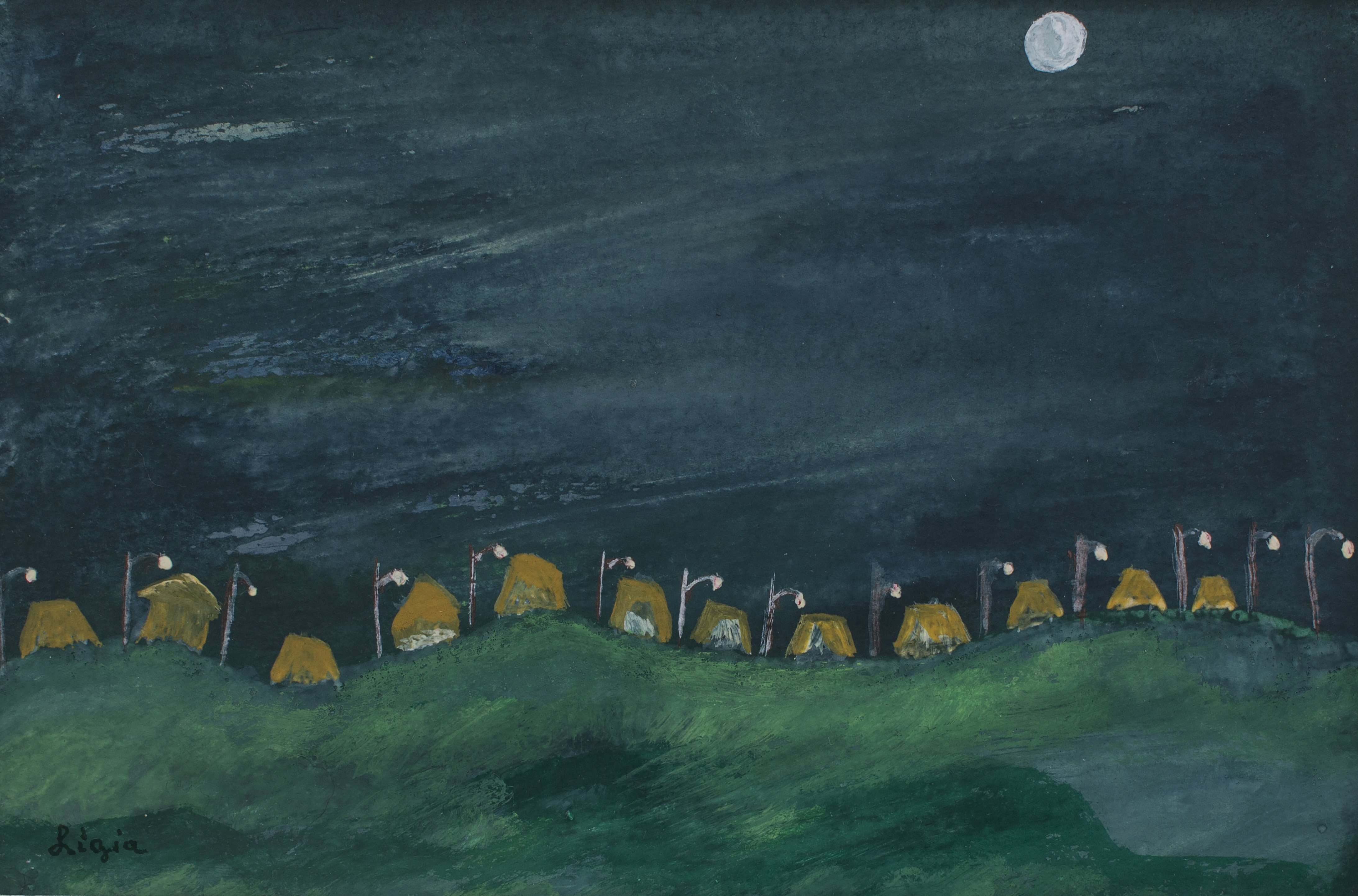
¡Y se hizo la luz!
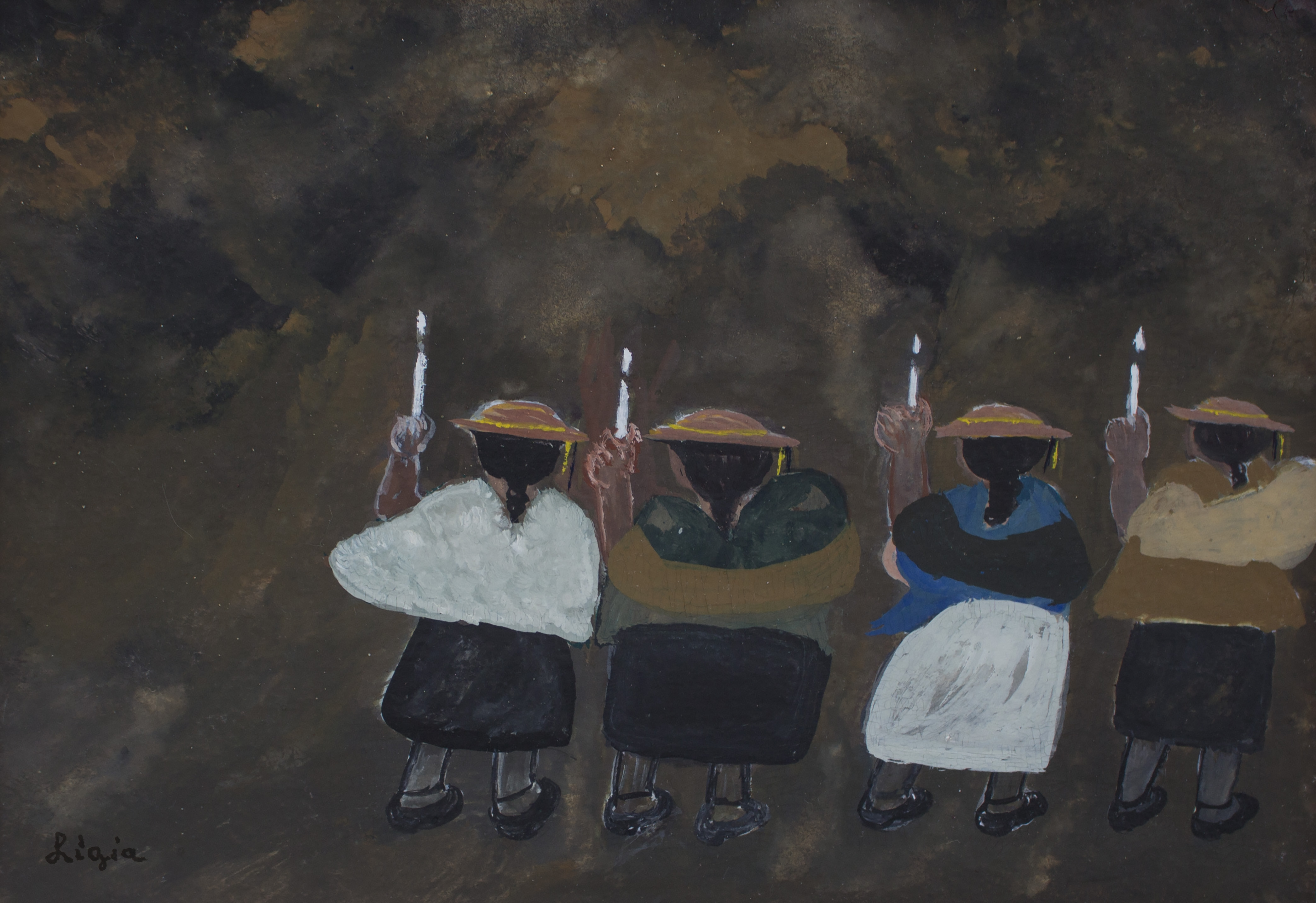
La Procesión
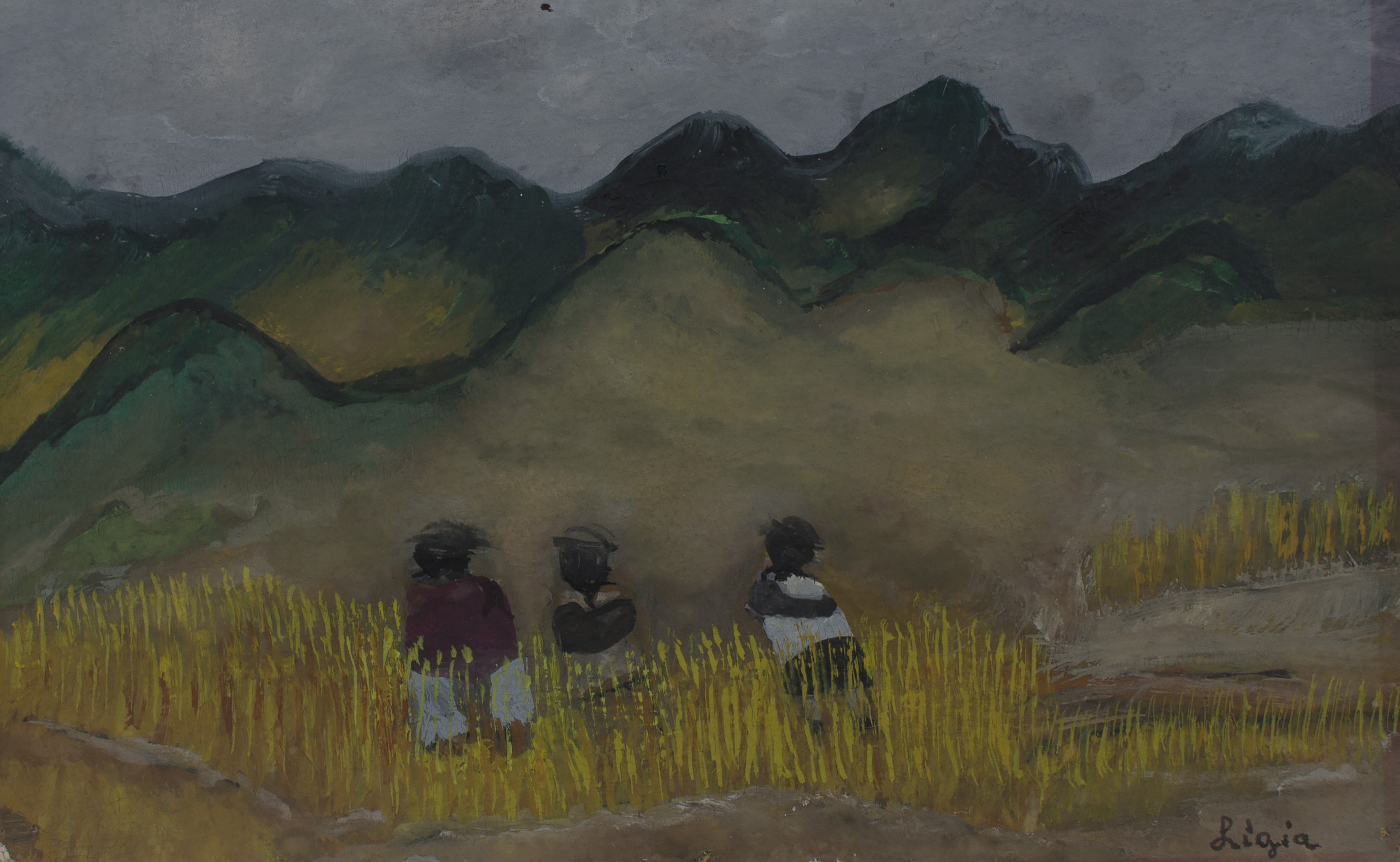
En el trigal
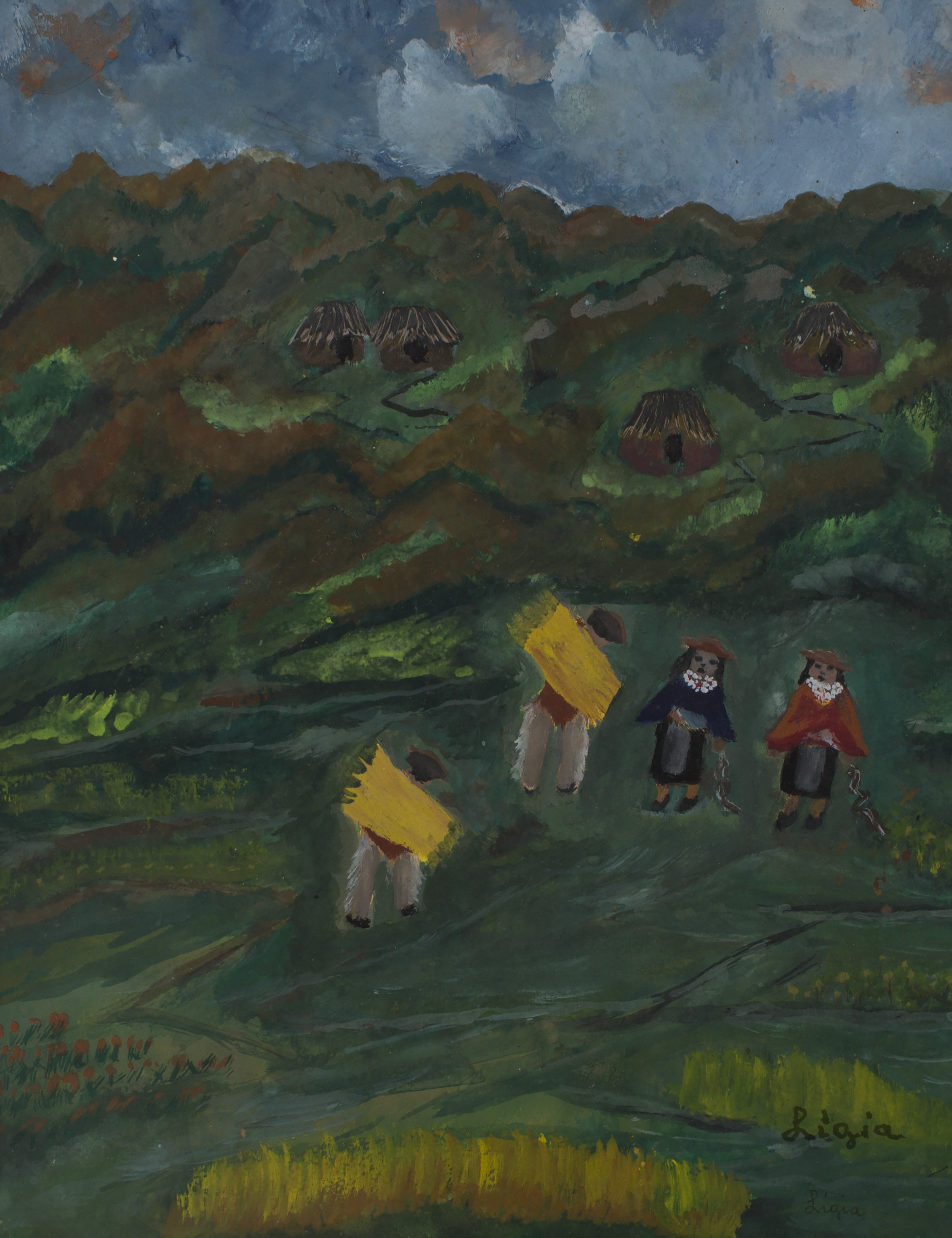
Cosecha